# JABA四国大会
JABA四国大会（JABAしこくたいかい）は、日本野球連盟の四国地区連盟が主催する社会人野球の大会である。社会人野球日本選手権大会選考対象大会の1つである。

## 概要
シーズン序盤に全国で行われる地区連盟主催大会の1つであり、西日本のチームを中心に16チームが優勝を争う。
2007年から社会人野球日本選手権大会の選考大会の1つとなり、優勝チームは同大会への出場が決まる。かつてはトーナメントで優勝を争っていたが、2010年から日本選手権対象大会の試合形式統一方針を受け、予選リーグと決勝トーナメント併用となった。
開催球場は、四国各県の持ち回りとなっている。
2015年の第44回大会では、独立リーグである四国アイランドリーグplusの香川オリーブガイナーズが初めて参加した、結果は予選リーグ3敗で勝ち星は挙げられなかった。2016年の第45回大会は、徳島インディゴソックスが参加しリーグ所属球団として初めて試合で勝利した。2017年の第46回大会は愛媛マンダリンパイレーツが参加した（予選リーグ3敗）。2018年の第47回大会は高知ファイティングドッグスが出場し、リーグのチームとしては2年ぶりに試合で勝利を挙げた（1勝2敗）。これにより、リーグ全球団の出場が一巡した。
今後もリーグ所属の各球団のうち、その年の開催県のチームが交代で参加する予定となっている。なお、四国アイランドリーグの球団が優勝した場合は、準優勝チームが所属する地区の最終予選枠が1つ増枠となる。

## 歴代優勝チーム
| 年度             | 開催地   | 優勝チーム               | 決勝戦   | 準優勝チーム     | 備考                                                           |
| ---------------- | -------- | ------------------------ | -------- | ---------------- | -------------------------------------------------------------- |
| 1971年（第1回）  | 香川県   | 丸善石油                 | 4-1      | 四国電力         |                                                                |
| 1972年（第2回）  | 愛媛県   | 鷺宮製作所               | 3-1      | 電電東海         |                                                                |
| 1973年（第3回）  | 高知県   | 電電四国                 | 2-0      | 四国銀行         |                                                                |
| 1974年（第4回）  | 愛媛県   | 丸善石油                 | 9-2      | 新日本製鐵堺     |                                                                |
| 1975年（第5回）  | 愛媛県   | 国鉄四国                 | 2-1      | 新日本製鐵堺     |                                                                |
| 1976年（第6回）  | 愛媛県   | 新日本製鐵名古屋         | 5-0      | 熊谷組           |                                                                |
| 1977年（第7回）  | 徳島県   | 丸善石油                 | 2-1      | 新日本製鐵名古屋 |                                                                |
| 1978年（第8回）  | 高知県   | 日本生命                 | 5-0      | 川崎製鉄神戸     |                                                                |
| 1979年（第9回）  | 愛媛県   | 四国銀行                 | 8-1      | 丸善石油         |                                                                |
| 1980年（第10回） | 徳島県   | プリンスホテル           | 6-0      | 丸善石油         |                                                                |
| 1981年（第11回） | 高知県   | 日本通運                 | 1-0      | 日本生命         |                                                                |
| 1982年（第12回） | 愛媛県   | 日本通運                 | 7-0      | 神戸製鋼         |                                                                |
| 1983年（第13回） | 香川県   | 日本通運                 | 1-0      | 電電四国         |                                                                |
| 1984年（第14回） | 徳島県   | 日本通運                 | 11-7     | 電電四国         |                                                                |
| 1985年（第15回） | 高知県   | 新日本製鐵広畑           | 2-1      | 日本通運         |                                                                |
| 1986年（第16回） | 愛媛県   | 大阪ガス                 | 6-5      | 日本通運         |                                                                |
| 1987年（第17回） | 徳島県   | 日本通運                 | 7-6      | 大阪ガス         |                                                                |
| 1988年（第18回） | 香川県   | 日本通運                 | 7-4      | トヨタ自動車     |                                                                |
| 1989年（第19回） | 愛媛県   | 東芝                     | 10-6     | NTT東北          |                                                                |
| 1990年（第20回） | 高知県   | 大阪ガス                 | 2-1      | NTT四国          |                                                                |
| 1991年（第21回） | 徳島県   | 大阪ガス                 | 9-4      | NTT四国          |                                                                |
| 1992年（第22回） | 愛媛県   | 日産自動車九州           | 7-4      | NTT関西          |                                                                |
| 1993年（第23回） | 高知県   | 日本生命                 | 17-3     | トヨタ自動車     |                                                                |
| 1994年（第24回） | 香川県   | 日本生命                 | 8-3      | 大和銀行         |                                                                |
| 1995年（第25回） | 愛媛県   | NTT九州                  | 14-9     | NTT四国          |                                                                |
| 1996年（第26回） | 高知県   | 四国銀行                 | 11-1     | NTT四国          |                                                                |
| 1997年（第27回） | 徳島県   | 松下電器                 | 9-6      | 大阪ガス         |                                                                |
| 1998年（第28回） | 香川県   | NTT東京                  | 10-4     | NTT関西          |                                                                |
| 1999年（第29回） | 高知県   | NTT四国                  | 7-6      | 日産自動車九州   |                                                                |
| 2000年（第30回） | 愛媛県   | 西濃運輸                 | 9-6      | 大阪ガス         |                                                                |
| 2001年（第31回） | 愛媛県   | 松下電器                 | 10-5     | 日本通運         |                                                                |
| 2002年（第32回） | 香川県   | 西濃運輸                 | 4-1      | 東京ガス         |                                                                |
| 2003年（第33回） | 愛媛県   | NTT西日本                | 8-4      | ミキハウス       |                                                                |
| 2004年（第34回） | 香川県   | 日本通運                 | 5-0      | JR九州           |                                                                |
| 2005年（第35回） | 高知県   | NTT西日本                | 1-0      | JR九州           |                                                                |
| 2006年（第36回） | 徳島県   | JR東日本東北             | 6-5      | 大阪ガス         |                                                                |
| 2007年（第37回） | 愛媛県   | JR九州                   | 7-4      | 東海理化         | 同年から優勝チームに日本選手権への出場権が与えられる。         |
| 2008年（第38回） | 香川県   | 住友金属鹿島             | 1-0      | 新日本石油ENEOS  |                                                                |
| 2009年（第39回） | 高知県   | パナソニック             | 2-1      | NTT西日本        |                                                                |
| 2010年（第40回） | 愛媛県   | JR九州                   | 6-1      | 三菱重工長崎     |                                                                |
| 2011年           | 大会中止 | 大会中止                 | 大会中止 | 大会中止         | 東北地方太平洋沖地震（東日本大震災）の影響のため中止となった。 |
| 2012年（第41回） | 徳島県   | JX-ENEOS                 | 2-1      | NTT西日本        |                                                                |
| 2013年（第42回） | 愛媛県   | JR東日本                 | 3-1      | NTT西日本        |                                                                |
| 2014年（第43回） | 高知県   | 東邦ガス                 | 7-1      | 日本生命         |                                                                |
| 2015年（第44回） | 香川県   | 新日鐵住金かずさマジック | 7-0      | セガサミー       | 8回コールド                                                    |
| 2016年（第45回） | 徳島県   | 東京ガス                 | 3-0      | JX-ENEOS         |                                                                |
| 2017年（第46回） | 愛媛県   | 日本新薬                 | 2x-1     | 伯和ビクトリーズ | 延長11回タイブレーク                                           |
| 2018年（第47回） | 高知県   | Honda                    | 7-2      | トヨタ自動車     |                                                                |
| 2019年（第48回） | 香川県   | 東芝                     | 4-2      | Honda鈴鹿        |                                                                |
| 2020年（第49回） | 大会中止 | 大会中止                 | 大会中止 | 大会中止         | 新型コロナウイルスの感染拡大に伴い中止。                       |
| 2021年（第49回） | 徳島県   | 東芝                     | 6-1      | NTT西日本        |                                                                |
| 2022年（第50回） | 高知県   | 日本通運                 | 8-0      | 三菱重工East     |                                                                |
| 2023年（第51回） | 愛媛県   | ENEOS                    | 9-1      | 明治安田生命     |                                                                |
| 2024年（第52回） | 香川県   | JR西日本                 | 3-2      | 王子             |                                                                |
| 2025年（第53回） | 徳島県   | JFE西日本                | 2-0      | 東芝             |                                                                |

## 文献
- 日本野球連盟連盟報（同連盟刊、野球殿堂博物館図書館所蔵）